# Lago Arco
El Lago Arco (en inglés: Arch Pond) es un lago entre Burnet Cove y Poa Cove, al este de la Ensenada Maiviken, isla San Pedro (islas Georgias del Sur). Fue nombrado por el Comité de Topónimos Antárticos del Reino Unido por el arco natural en el oeste del lago.